# 526 a.C.
Il 526 a.C. (DXXVI a.C. in numeri romani) è un anno  del VI secolo a.C.

## Eventi
Sparta viene sconfitta nel tentativo di soverchiare il tiranno Policrate di Samo.

## Morti
- Amasis, sovrano egizio